# Referéndum electoral de Puerto Rico de 1964
Un referéndum para eliminar elecciones especiales para llenar los escaños vacantes en la Asamblea Legislativa tuvo lugar en Puerto Rico el 3 de noviembre de 1964, junto con elecciones generales. Las reformas fueron aprobadas por un 77,5% de los electores.

## Resultados
| Opción                | Votos   | %    |
| --------------------- | ------- | ---- |
| A favor               | 310 431 | 77,5 |
| En contra             | 89 901  | 22,5 |
| Votos en blanco/nulos |         | –    |
| Total                 | 400 332 | 100  |
| Fuente: Nohlen        |         |      |